# Robert Boes

Robert Boes (2017)

Robert Boes (* 1969 in Aachen) ist ein deutscher Bauingenieur und Professor für Wasserbau.
Boes studierte Bauingenieurwesen an der RWTH Aachen, der École Nationale des Ponts et Chaussées in Paris und der TU München. Nach dem Diplom (1996) war er wissenschaftlicher Mitarbeiter in der Versuchsanstalt für Wasserbau, Hydrologie und Glaziologie der ETH Zürich (VAW). In den 2000er Jahren arbeitete er in der Bauabteilung der TIWAG-Tiroler Wasserkraft AG.
Robert Boes ist seit 2009 ordentlicher Professor für Wasserbau an der ETH Zürich und Direktor der VAW.

## Veröffentlichung
- Mit Willi H. Hager, Anton Schleiss, Michael Pfister: Hydraulic Engineering of Dams, CRC Press 2020, ISBN 978-0-415-62153-3
- Mit Anton Schleiss: Dams and Reservoirs under Changing Challenges, CRC Press 2011, ISBN 978-0-415-68267-1